# Ritual Spirit
Ritual Spirit — мініальбом тріп-хоп гурту Massive Attack, реліз якого відбувся 28 січня 2016 року. Композиції записані за участі Tricky (останній раз він співпрацював із Massive Attack 20 років тому), Roots Manuva, Azekel і групи Young Fathers. За тиждень до релізу, гурт випустили iOS-додаток Fantom, в якому можна робити ремікси на уривки нових композицій, використовуючи камеру, рухи рук, дані геолокації, час і серцебиття власника смартфона.

## Список композицій
| #     | Назва                                          | Тривалість |
| ----- | ---------------------------------------------- | ---------- |
| 1.    | «Dead Editors» (featuring Roots Manuva)        | 4:46       |
| 2.    | «Ritual Spirit» (featuring Azekel)             | 3:55       |
| 3.    | «Voodoo in My Blood» (featuring Young Fathers) | 4:01       |
| 4.    | «Take It There» (featuring Tricky)             | 4:31       |
| 17:13 |                                                |            |